# (27715) 1989 CR1
(27715) 1989 CR1 là một tiểu hành tinh vành đai chính. Nó được phát hiện bởi Yoshiaki Oshima ở Gekko Observatory ở Shizuoka Prefecture of Nhật Bản, ngày 5 tháng 2 năm 1989.